# 478 TCN
478 TCN là một năm trong lịch La Mã.